# Marcos Zar
Marcos Antonio Zar, né à Venado Tuerto le 31 mai 1891 et mort à Buenos Aires le 19 septembre 1955 est un officier de marine et aviateur argentin. Il est le fondateur du Comando de Aviación Naval argentin.
Au cours de sa carrière il recevra des décorations de plusieurs pays. Le 29 novembre 1956, par le Décret-loi de facto no 21.578, il est reconnu comme un des fondateurs de l'Aviation navale argentine, et quelques années plus tard, le 21 janvier 1970, la loi de facto no 18.559, lui octroie le titre de Benemérito de la Aeronáutica Argentina pour ses mérites extraordinaires comme fondateur de l'aviation navale,.
L'aéroport Almirante Marcos A. Zar (es) à Trelew (province du Chubut) porte son nom en hommage,.

## Carrière
À la fin de ses études secondaires, Marcos Zar intègre l'Escuela Naval Militar (en) le 15 mai 1907, de laquelle il sort garde-marine ― sixième d'une promotion de 23 ― le 17 mars 1911,.
Lors de ses premières années de service, il sert en tant qu'artilleur à bord du croiseur ARA Buenos Aires, des cuirassés ARA San Martín, ARA Garibaldi, ARA Pueyrredón et ARA Rivadavia, ainsi qu'à bord du navire de transport Guardia Nacional,.
Dans le courant de l'année 1916, l'US Army offre à l'Argentine dix places pour que ses militaires viennent se perfectionner dans le domaine de l'artillerie, des sous-marins, des communications et de l'aviation. L'enseigne de vaisseau Marcos Antonio Zar fait partie des dix hommes choisis pour l'échange, non pas pour se perfectionner comme artilleur mais pour se former en tant qu'aviateur naval. De manière inattendue, il allait trouver la vocation qui le passionnerai pour le reste de sa vie,.
Les militaires argentine parviennent à Boston en 1917, alors que la Première Guerre mondiale faisait rage en Europe. Le 30 mars, les trois officiels argentins arrivent à l’École d'aviation navale de Pensacola, il s'agit du lieutenant de frégate Ricardo Fitz Simon et des enseignes de vaisseau Ceferino M. Pouchan et Marcos Antonio Zar. Ils commencent leur formation en avril 1917,.
Marcos Antonio Zar réalise son premier vol sans instructeur en juillet 1917, et commence à patrouiller dans le golfe du Mexique en septembre de la même année. Zar et ses compagnons obtiennent leur diplôme le 19 septembre,.
Par la suite les trois aviateurs navales argentins entrent au service de l'US Army à la fin de la Première Guerre mondiale. Le jeune vétéran de guerre prend connaissance de sa nouvelle affectation, le 5 octobre 1918, les élèves de l’École de Chasse nord-américaine sont affectés à l’École d'aviation navale du lac Bolsena, situé à environ 80 kilomètres au nord-ouest de Rome. Zar reçoit le diplôme de pilote de chasse et de la persécution,.
À la fin de la Première Guerre mondiale, le royaume d'Italie, où l'aviation navale s'était développée de manière importante envoie - dans un acte de fraternité avec l'Argentine - une mission aéronavale très importante commandée par le baron Antonio de Marchi (en),.
Le 19 septembre 1934, Zar est fait capitaine de vaisseau et est désigné Chef du Service de l'Aviation de l'État-major général de l'Armée qui, par la suite, deviendra la Direction générale de l'aviation navale (cette dernière étant également confiée à Zar). Pendant cette période de construction, l'aviation navale argentine réalise d'importants progrès et occupe une place plus importante au sein de l'Armée argentine,.
En 1939, il est promu au grade de contre-amiral. Il participe activement aux exercices de l'Armée argentine, réalise des relevés aéro-photographiques sur tout le littoral du pays, à l'embouchure du río Bermejo et dans la région australe ; des missions de sauvetage en mer et de communication avec les ports de la Patagonie argentine. Il survole également le lac Nahuel Huapi,.
En 1939, le Décret no 13.684 ordonne la création de la base aéronaval Comandante Espora est créée. Le 11 février 1942, un hydravion Stearman biplace, installé à bord du navire de transport Primero de Mayo, commandé par le lieutenant de vaisseau Eduardo Lanusse, réalise les premiers vols en direction de l'Antarctique argentin. Pour cette prouesse, Marcos Antonio Zar est promu au grade de vice-amiral le 31 décembre 1943. La carrière du mentor de l'aviation navale argentine s'achève avec son départ à la retraite le 31 décembre 1944,.